# فرودگاه گرمان اولانو
فرودگاه خرمن اولانو (به انگلیسی: Germán Olano Airport) (به زبان بومی: Aeropuerto Germán Olano) یک فرودگاه همگانی با کد یاتا PCR است که یک باند فرود آسفالت دارد و طول باند آن ۱٬۸۰۰ متر است. این فرودگاه در کشور کلمبیا قرار دارد و در ارتفاع ۵۳ متری از سطح دریا واقع شده‌است.

## شرکت‌های هواپیمایی و مقصدهای پروازی
| شرکت‌های هواپیمایی | مقصدهای پروازی         |
| ----------------- | ---------------------- |
| ساتنا             | ال دورادو، لا ونگوردیا |